# Georg Benedikt Winer

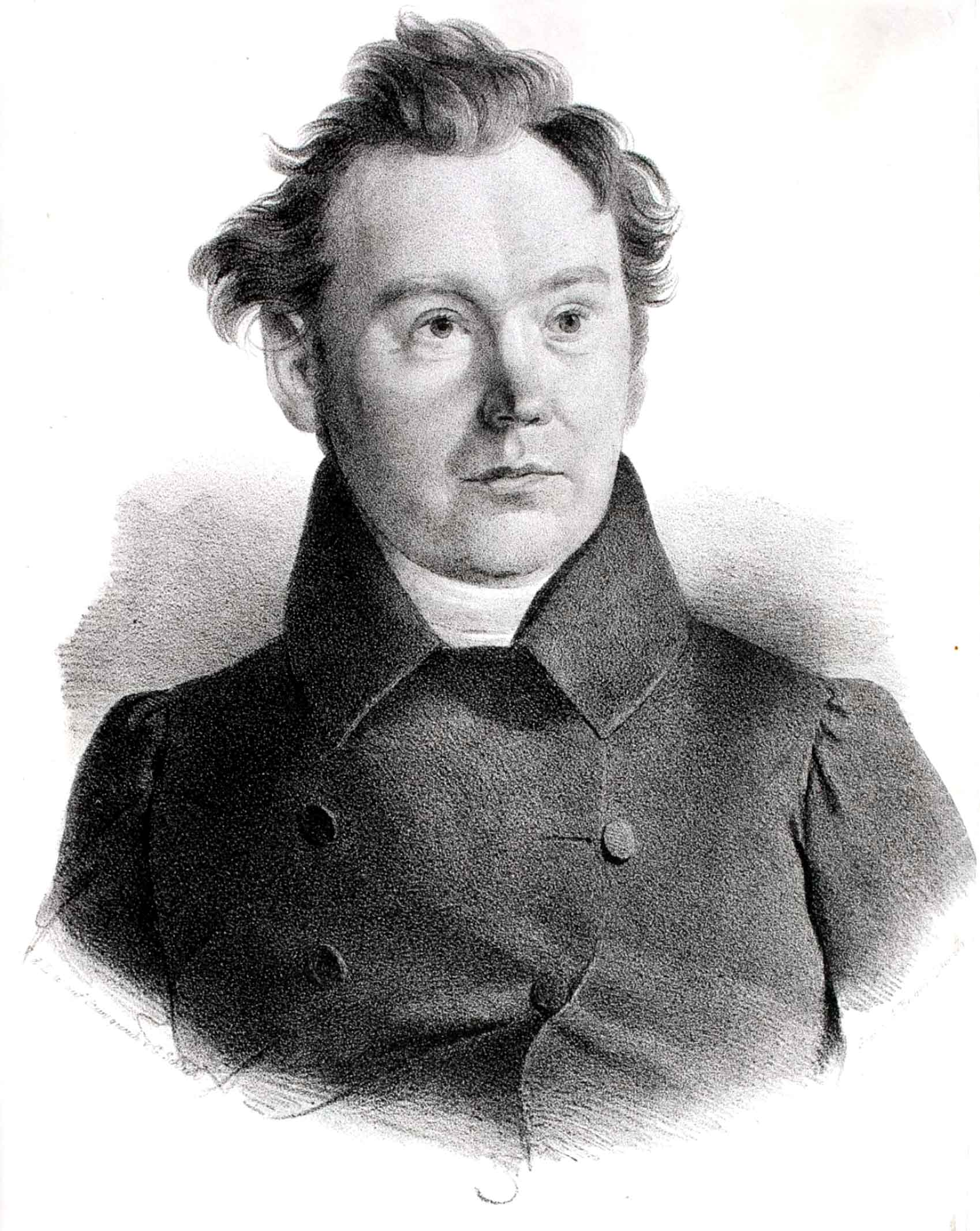
Georg Benedikt Winer

Georg Benedikt Winer (auch: Johann Georg Benedict Wiener; * 13. April 1789 in Leipzig; † 12. Mai 1858 ebenda) war ein deutscher protestantischer Theologe (Neutestamentler).

## Leben
Georg Benedikt Winer wurde als einziges Kind des Bürgers und Weißbäckers Johann George Wiener und dessen Frau Magdalene Hahn, der ältesten Tochter des Bürgers und Hutmachermeisters Johann Gottfried Hahn, in der Leipziger Burgstraße 23 geboren. Nach seiner am 17. April des Geburtsjahres erfolgten Taufe in der Leipziger Thomaskirche verlor er seine Eltern bereits in seiner frühesten Lebensphase. Eine Tante, die sich der Erziehung des Kleinkindes annahm, verstarb ebenfalls bald. So befand sich Wiener in sehr ärmlichen Verhältnissen, welche Umstände aber durch gönnerhafte Freunde der Familie relativiert wurden. Am 27. Juni 1801 konnte er in die gymnasialähnliche Nikolaischule seiner Geburtsstadt aufgenommen werden, welche unter der Leitung des Rektors Gottlieb Samuel Forbiger stand. Als sehr guter, lernbegieriger und fleißiger Schüler entwickelte er hier eine Vorliebe für orientalische Sprachen. Mit Auszeichnung verließ er die Bildungseinrichtung zu Ostern 1809, um sich am 14. April desselben Jahres an der Universität Leipzig zu immatrikulieren.
Neben Johann August Heinrich Tittmann, Johann Georg Rosenmüller, Karl August Gottlieb Keil und Heinrich Gottlieb Tzschirner hörte er besonders den Philologen Gottfried Hermann und den Orientalisten Ernst Friedrich Karl Rosenmüller, die ihn in seinem akademischen Werdegang prägten. So angeleitet erlangte er am 17. Dezember 1817 mit der Arbeit De versionis pentateuchi samaritanae indole den Doktorhut der Philosophie und habilitierte darauf auf dem philosophischen Katheder. Nachdem er schon zuvor längst eine exegetische Gesellschaft geleitet hatte, wurde er 1819 Kustos an der Universitätsbibliothek und außerordentlicher Professor an der theologischen Fakultät der Universität Leipzig. Am 5. November 1819 promovierte er mit der Arbeit Orationem muneris adeundi causa zum Doktor der Theologie an der Universität Halle-Wittenberg. Winer erhielt am 12. November 1819 zudem den Ehrendoktortitel der theologischen Fakultät der Universität Rostock. 1823 ging er, als Nachfolger von Leonhard Berthold (1774–1822), als vierter ordentlicher Professor für Neutestamentliche Exegese und orientalische Sprachen an die Universität Erlangen. Hier war er in den Akademiejahren 1824/25 und 1829/30 Dekan der theologischen Fakultät, leitete 1828/29 als Prorektor die Geschicke der Hochschule und wurde am 2. Mai 1826 königlich bayerischer Kirchenrat. In Erlangen heiratete er am 6. Mai 1824 Adeline Ritter, die Pflegetochter von Gotthilf Heinrich von Schubert. Die Ehe war zwar glücklich, blieb jedoch kinderlos.
Nachdem er 1826 einen Ruf an die Universität Jena abgelehnt hatte, folgte er 1832 einer Berufung als Nachfolger in der theologischen Professur des neuen Testaments wieder nach Leipzig. Hier sah er im vorhandenen Umfeld die Möglichkeit, sich weiter zu entfalten und wurde, mit der Übernahme der zweiten theologischen Professur, am 5. Mai 1845 auch Domherr des Hochstiftes Meißen. Winer war von 1824 bis 1830 Mitherausgeber des Neuen kritischen Journals der theologischen Literatur und 1826 bis 1832 Mitherausgeber der Zeitschrift für wissenschaftliche Theologie. Zusammen mit Moritz Wilhelm Drobisch, Gustav Theodor Fechner, Justus Wilhelm Martin Radius und Wilhelm Wachsmuth übernahm er 1833 die redaktionelle Betreuung der Leipziger Literaturzeitung. Winer übernahm auch organisatorische Aufgaben an der Leipziger Hochschule, war 1852/53 Dekan der theologischen Fakultät und lenkte 1841/42 als Rektor die Geschicke der Universität. Die letzten Lebensjahre litt er an einem nervösen Augenleiden, welches ihn vielfach an der Arbeit hinderte. Trotz eines Schlaganfalls führte er im Winter 1857/58 seine Vorlesungen weiter. Im Frühjahr wiederholte sich das Übel, woran er am 12. Mai 1858 im Alter von 69 Jahren starb. Er wurde im Erbbegräbnis Nr. 42 in der II. Abteilung des Neuen Johannisfriedhofs beerdigt.

## Veröffentlichungen (Auswahl)
- Über die Armuth der hebraeischen Sprache. Reclam, Leipzig, 1820 (Online)
- Biblisches Realwoerterbuch zum Handgebrauch für Studirende, Candidaten, Gymnasiallehrer und Prediger. 1820; 2. Aufl. Reclam, Leipzig, 1833–1838, 1. Bd. (Online), 2. Bd. 1838 (Online); 3. Aufl. 1847–1848, 2 Bde., 1. Bd. (Online), 2. Bd. (Online)
- Handbuch der theologischen Literatur, hauptsächlich der protestantischen, nebst kurzen biographischen Notizen über die theologischen Schriftsteller. 1821 (Online); 2. Aufl. 1826, (Online); 3. Aufl. 1838–1840, 2 Bde., 1. Bd. (Online), 2. Bd. (Online); supplement, 1842 (Online)
- Aphorismen über die lateinische Schreibart der Neuern, Allen, welche Lateinisch zu schreiben haben, zur Beherzigung vorgelegt. Reclam, Leipzig, 1821 (Online)
- Grammatik des neutestamentlichen Sprachidioms als einzig sichere Grundlage der neutestamentlichen Exegese. (1. Aufl. Leipzig, 1822 (Online); 2. Aufl. 1825 (Online); 3. Aufl. 1830 (Online); 4. Aufl. 1836 (Online); 5. Aufl. 1844 (Online); 7. Aufl. 1867 (Online); 8. Aufl. 1894 ff.)
- Chrestomathia Talmudica et rabbinica. Leipzig, 1822 (Online)
- Nachricht über die seit 1818 unter meiner leitung bestehende hebräische Gesellschaft. Reclam, Leipzig, 1823 (Online)
- Ueber die Leichtigkeit der hebräischen Sprache. Leipzig, 1823 (Online)
- Ankündigung eines auf der Universität Erlangen errichteten exegetischen Uebungsvereins. Erlangen 1823 (Online)
- Sacra Natalitia Domini nostri Jesu Christi, pie Celebranda Prorectoris Senatusque Academici Auctoritate civibus indicit D. Geo. Benedict. Winer, Inest commentatio de versionis N. T. Syriacae usu critico caute instituendo. Erlangen 1823 (Online)
- Comparative Darstellung des Lehrbegriffs, der verschiedenen christlichen Kirchenparteien, nebst vollständigen Belegen aus den symbolischen Schriften derseleben. (Leipzig, 1824 (Online); Reclam, Leipzig, 1837 (Online); 3. Aufl. Gustav Schlawitz, Berlin, 1866, (Online); 4. Aufl. 1882)
- Grammatik des biblischen und targumischen Chaldaismus. Hartmann, Leipzig 1824 (Online); 2. Aufl. Wöller, Leipzig, 1842 (Online), 3. Aufl. hrsg. von B. Fischer, Chaldäische Grammatik für Bibel und Talmud, Leipzig 1882 (Online);  übersetzt ins Englische und Französische
- Sacra Natalitia Domini Nostri Jesu Christi pie celebranda Prorectoris Senatusque Academici Aucoritate civibus indicit Ge. Bened. Winer. Disputatur de hypallage et hendiadyi in N. T. libris. Erlangen 1824 (Online)
- Chaldaïsches Lesebuch, aus den Targumin des Alten Testaments ausgewählt, mit erläuternden Anmerkungen und einem vollständigen Wortregister versehen. Leipzig 1825 (Online); 2. Aufl. 1864 (Online);
- Sacra Pentecostalia pie celebranda Prorectoris Senatusque Academici Auctoritate civibus indicit Ge. Bened. Winer. Disputatur de soloecismis, qui in Apocalypsi Joannea inesse dicuntur . Erlangen 1825 (Online)
- Sacra Pentecostalia pio Animo Concelebranda Prorectoris Senatusque Academici Auctoritate civibus indicit D. Georgius Benedictus Winer. Coniunctionum in N. T. accuratius explicandarum caussae et exempla proponuntur. Erlangen 1826 (Online)
- Sacra Pentecostalia pie celebranda Senatus Academici Auctoritate civibus indicit D. Georgius Benedictus Winer. Insunt: Observationes in epistolam D. Jacobi ex versione Syriaca, maximam partem criticae : sacra pentecostalia pie celebranda ... indicit. Hilpert, Erlangen, 1827 (Online)
- Sacra pentecostalia pie celebranda Prorectoris Senatusqve Academici Auctoritate Civibus indicit D. G. B. Winer, Prorector ... Disputatur de sensu vocum kyrios et ho kyrios in Act. et Epist. Apostolorum. Erlangen 1828 (Online)
- Pauli ad Galatas epistola. Latine vertit et perpetua annotatione illustravit. Reclam, Leipzig, 1829 (Online)
- Sacra paschalia pie celebranda Senatus Academici Auctoritate civibus indicit Ge. Bened. Winer Spicilegium observationum in loc. Paulin. 2 Corinth. 10, 1 - 12. Erlangen 1829 (Online)
- Sacra Pentecostalia pie casteque concelebranda prorectoris senatusque Academici Auctoritate. Locus 1 Petri 1, 12. a criticorum et interpetrum iniuriis vindicatur. Erlangen 1830 (Online)
- Vortrag bei der akademischen Feyer des dritten Jubiläums der Augsburgischen Confession, am 26. Juni 1830 in der Universitätsaula zu Erlangen gehalten. Erlangen 1830 (Online)
- Sacra Pentecostalia pie celebranda Prorectoris et Senatus Academici Auctoritate indicit Ge. Bened. Winer. Disputatur de abstracti pro concreto positi in N. T. caussis et finibus. Erlangen 1831 (Online)
- Sacra Pentecostalia pie casteque concelebranda prorectoris senatusque Academici Auctoritate. Disputatur de utriusque Siracidae aetate . Erlangen, 1832 (Online)
- Rector Universitatis Lipsiensis sacra saecularia tertia instauratae in hac universitate disciplinae evangelicae inter ipsa sollennia pentecostalia concelebranda denunciat interprete Ge. Bened. Winer. Leipzig 1839 (Online)